# Cesare Bolla
Cesare Bolla (* 19. April 1848 in Olivone; † 5. Februar 1922 in Bellinzona) war ein Schweizer Ingenieur, Politiker, Tessiner Grossrat, Staatsrat und Nationalrat.

## Biografie
Cesare Bolla war Sohn von Luigi Bolla und dessen Ehefrau Luigia Vanazzi. Er heiratete Virginia Donetti. Nach dem Besuch des Lyzeums in Lugano und seinem Ingenieurstudium am Eidgenössischen Polytechnikum in Zürich (unvollendet) arbeitete er in Turin als Beamter bei den Ferrovie dell’Alta Italia. Nach seiner Rückkehr in die Heimat unterrichtete er am Gymnasium in Bellinzona von 1870 bis 1875. Danach war er Postbeamter in Olivone, wo er von 1877 bis 1894 Gemeindepräsident war. Er war Schulinspektor in den Bezirken Blenio und Leventina von 1894 bis 1908. Später war er Sekretär des Tessiner Grossrates, des Staatsrates von 1908 bid 1917 und Kantonsarchivar von 1919 bis 1922.
Als Politiker der Radikalliberale Partei war er Abgeordneter in der verfassungsgebenden Kantonsversammlung von 1892, Mitglied des Grossen Rats 1893, von 1896 bis 1909 und des Nationalrats von 1896 bis 1899. Überdies war er Mitglied der Associazione ticinese per l’economia delle acque und der Società degli amici dell’educazione del popolo. Er war einer der wichtigsten Befürworter der Eisenbahnlinie über die Plaun la Greina.